# Charlotta Huldt-Ramberg
Anna Cecilia Charlotta Huldt-Ramberg, född 30 november 1963, är en svensk sångare (sopran), skådespelare och dansare.
Huldt-Ramberg är uppväxt i Helsingborg där hon startade sin professionella karriär som sångare, skådespelare och dansare vid Helsingborgs Stadsteater och Fredriksdalsteatern med Nils Poppe. Vid 19 års ålder flyttade hon till Köpenhamn för att studera operasång vid Det Kongelige Danske Musikkonservatorium. Efter diplomexamen flyttade hon till London för att studera för professor Vera Rozsa och arbeta som operasångare. Några år senare kom hon tillbaka till Sverige för att arbeta bland annat på Nöjesteatern i Helsingborg och studera vid Operahögskolan i Stockholm och Vadstena-Akademien.
Omedelbart efter studierna vid Operahögskolan 1997 grundade hon och blev tillsammans med Hans Ramberg konstnärlig ledare för Spaghettioperan Regina. Under två år drev de samtidigt Ystadoperan.
Sedan dess har Huldt-Ramberg verkat som konstnärlig ledare, operasångare och regissör för mer än 20 olika produktioner, översättare av drygt 10 operalibretti till svenska, som scenograf, koreograf samt en mängd andra uppgifter kopplade till teaterproduktion. Hon turnerade 2010 bland annat med Riksteatern och Gunnebo slott och Trädgårdars Vita Hästen.

## Utmärkelser
Huldt-Ramberg har mottagit Claes Fellboms Operapris 2009, Jenny Lind-stipendiet 1987, Svenska Wagnersällskapets stipendium, Lisebergs Kulturstipendium, Konstnärsnämndens stipendium och Helsingborgs kulturstipendium.

## Teater

### Roller (urval)
| År   | Roll               | Produktion                                               | Regi           | Teater               |
| ---- | ------------------ | -------------------------------------------------------- | -------------- | -------------------- |
| 2010 | Josepha Vogelhuber | Vita Hästen Ralph Benatzky, Erik Charell och Hans Müller | Anders Aldgård | Gunnebo slottsteater |
| 2011 | Josepha Vogelhuber | Vita Hästen Ralph Benatzky, Erik Charell och Hans Müller | Anders Aldgård | Riksteatern          |
| 2012 | Josepha Vogelhuber | Vita Hästen Ralph Benatzky, Erik Charell och Hans Müller | Anders Aldgård | Nöjesteatern         |